# Kościół Chrystusowy w Bielsku Podlaskim
Kościół Chrystusowy w Bielsku Podlaskim – zbór Kościoła Chrystusowego w RP działający w Bielsku Podlaskim.
Pastorem zboru jest Bogumił Krawczyk. Nabożeństwa odbywają się przy ul. Prusa 2 w niedziele o godz. 10.00 oraz w piątki o godz. 18.00.
Zbór powstał w roku 1967, przez ponad 20 lat nabożeństwa odbywały się w małej kaplicy. W 1985 rozpoczęto budowę nowego obiektu. Jego otwarcie nastąpiło w 1991.
Pierwszym pastorem był Nikon Jakoniuk. W latach 1971–2011 pastorem był Konstanty Jakoniuk.
Zbór dysponuje jedną z najlepiej wyposażonych kaplic kościoła. Z kaplicy korzystają też inne wspólnoty wyznaniowe, np. adwentyści, którzy organizują tu wiosenne zjazdy okręgowe, uroczystości chrztu i ślubu.